# 仰臥位

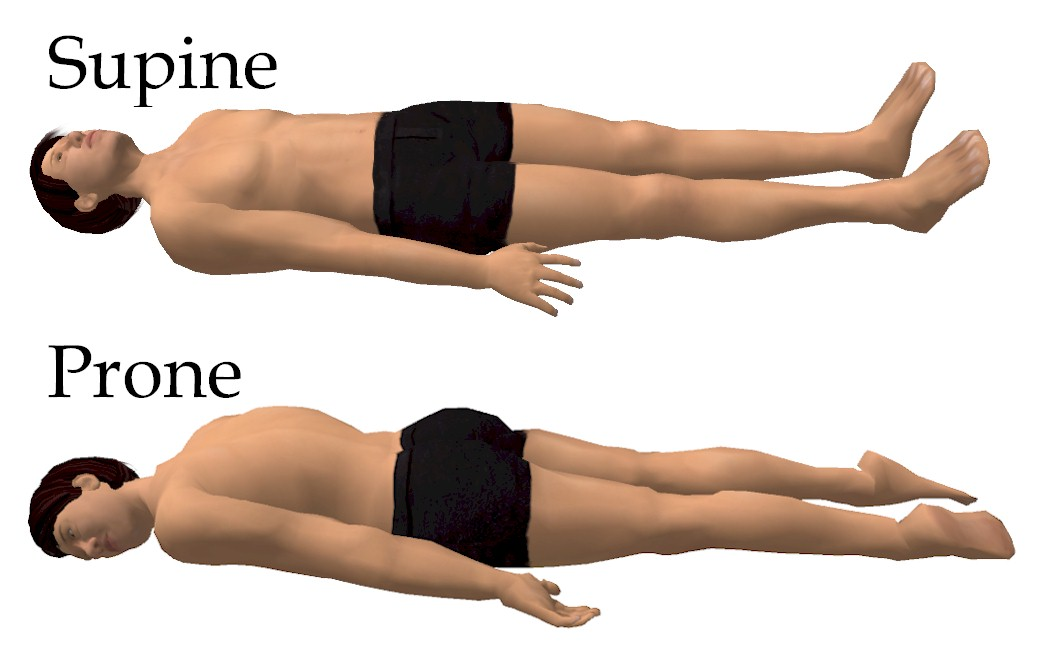
上が仰臥位、下が伏臥位

仰臥位（ぎょうがい、羅: supinus、英: supine position）または背臥位（はいがい、独: Rückenlage、英: dorsal position）とは、主にヒトの解剖学やその応用である介護・看護学、スポーツ医学やその他分野（人間工学など）における体位の表現のひとつ。

## 概要
身体の長軸を重力ベクトルに対して水平に静止させた水平位（horizontal position）の一種であり、背部を地につけ臥床させた、いわゆる仰向け（あおむけ）に寝た姿勢のことである。歯科など、座位と水平位を頻繁に変換する領域では、水平位を仰臥位とほぼ同義な用語として用いることも多い。この体位において、顔面は天を向け、上肢は体幹側で自然に伸展させるのが一般的である。下肢は左右に少し開いて自然に伸展させるか、膝の下に枕などを敷き少し屈曲させ、足関節は中間位（底屈・背屈させない）とすると筋肉への負荷が少ない。また、脊柱の彎曲に沿って、頭頸部や大腿部、および足底部（踵骨隆起）を枕で支えることもある。
重心が低くモーメントとして安定しており、背部が基底面となり身体の支持面も広いことから物理学的・生理学的な静止状態を得られやすい体位である。また、全身の筋肉の緊張が最小で、骨格や腱などの運動器系に対する重力負荷がほとんどないことから、生体エネルギーの消耗を最も節約できる体位とされている。
循環器系に関しては、頭部・体幹・四肢の各部が心臓とほぼ同じ高さになるため、全身の体循環、殊に腹部内臓の血流量が上昇する。同時に右心への静脈環流量も増加し心臓の容量負荷が増大するため、特に心肺機能の低下時には注意が必要である。
休息時、就寝時にとる自然な体位であり、安静が必要な患者や被介助者にも適している。内科的な診察・処置の際や、外科手術の際に、好んで用いられるが、座位、伏臥位、膝胸位、砕石位などの他の体位との使い分けも適宜なされている。
この姿勢をとる者自身の意志の有無によって、「能動的仰臥位」と「受動的仰臥位」とに分類することができる。後者は、衰弱や意識障害などが原因となり、自身の意志のみでは仰臥位から他の体位に変わることが不可能になった状態を指す。
長時間の臥床の際は、有害事象の可能性を考慮する必要がある。有害事象として代表的なものに褥瘡があり、背部、臀部および踵部に好発する。特に仰臥位では第2仙椎に重心があるため、仙骨部の褥瘡は頻度が高い。褥瘡を防止するためには、体位変換を適切に行うことが必要である。さらに術後の際や意識障害がある場合などでは、気道閉塞や誤嚥も念頭におき、枕を外すなどして頭部の向きに注意する必要がある。

## 乳幼児の仰向け寝
1992年、米国小児科学会は乳児を仰臥位とすることで乳幼児突然死症候群の発生率が有意に減少させられると発表した。日本小児科学会でも、健康な乳児は仰臥位で寝かせることを推奨している。
しかし、その結果として乳幼児が長時間仰向け寝の状態に置かれることになり、乳幼児の頭蓋変形が飛躍的に増加した。そこで、乳幼児の頭蓋変形を予防するために、タミータイムをとるなどの予防法が行われている。